# Sportgemeinschaft Sonnenhof Großaspach 2012-2013
Questa voce raccoglie le informazioni riguardanti il Sportgemeinschaft Sonnenhof Großaspach nelle competizioni ufficiali della stagione 2012-2013.

## Stagione
Nella stagione 2012-2013 il Sonnenhof Grossaspach, allenato da Rüdiger Rehm, concluse il campionato di Regionalliga sudovest al 4º posto. In Coppa di Germania il Sonnenhof Grossaspach fu eliminato al primo turno dal FSV Francoforte.

## Rosa
| N. |                     | Ruolo | Calciatore         |
| -- | ------------------- | ----- | ------------------ |
| 1  | Austria (bandiera)  | P     | Christopher Knett  |
| 2  | Germania (bandiera) | D     | Dennis Grab        |
| 3  | Germania (bandiera) | D     | Georgios Natsis    |
| 3  | Germania (bandiera) | D     | Glenn Schröder     |
| 4  | Germania (bandiera) | C     | Julian Grupp       |
| 5  | Germania (bandiera) | D     | Robin Schuster     |
| 6  | Germania (bandiera) | D     | Marius Jurczyk     |
| 7  | Kosovo (bandiera)   | A     | Shqiprim Binakaj   |
| 9  | Germania (bandiera) | A     | Manuel Fischer     |
| 9  | Germania (bandiera) | A     | Sebastian Szimayer |
| 10 | Germania (bandiera) | C     | Hüseyin Pala       |
| 11 | Germania (bandiera) | C     | Moritz Kuhn        |
| 13 | Germania (bandiera) | A     | Fabian Weiß        |
| 14 | Italia (bandiera)   | A     | Nicolo Mazzola     |
| 16 | Germania (bandiera) | D     | Raphael Schaschko  |
| 17 | Germania (bandiera) | D     | Martin Cimander    |
| 18 | Germania (bandiera) | C     | Simon Skarlatidis  |
| 19 | Germania (bandiera) | A     | Daniel Lang        |

| N. |                     | Ruolo | Calciatore            |
| -- | ------------------- | ----- | --------------------- |
| 20 | Germania (bandiera) | C     | Michele Rizzi         |
| 22 | Germania (bandiera) | C     | Daniel Hägele         |
| 23 | Germania (bandiera) | C     | Johannes Fiand        |
| 24 | Germania (bandiera) | P     | Milan Jurkovic        |
| 25 | Germania (bandiera) | C     | Patrick Marschlich    |
| 26 | Albania (bandiera)  | D     | Shaban Ismaili        |
| 27 | Germania (bandiera) | D     | David Kienast         |
| 29 | Germania (bandiera) | D     | Manuel Hegen          |
| 30 | Germania (bandiera) | P     | Kevin Kunz            |
|    | Germania (bandiera) | D     | Manuel Vogt           |
|    | Germania (bandiera) | D     | Manuel Wengert        |
|    | Germania (bandiera) | C     | Tobias Armbruster     |
|    | Germania (bandiera) | C     | Marius Güra           |
|    | Senegal (bandiera)  | C     | Sidy Niang            |
|    | Grecia (bandiera)   | C     | Ioannis Polychronakis |
|    | Germania (bandiera) | C     | Andreas Schwintjes    |
|    | Germania (bandiera) | A     | Oguz Dogan            |

## Organigramma societario
Area tecnica
- Allenatore: Rüdiger Rehm
- Allenatore in seconda: Markus Lang
- Preparatore dei portieri: Jörg Schlisske
- Preparatori atletici:
- Analisi video:

## Calciomercato

### Sessione estiva
| Acquisti | Acquisti           | Acquisti     | Acquisti |
| R.       | Nome               | da           | Modalità |
| -------- | ------------------ | ------------ | -------- |
| A        | Pascal Breier      | Stoccarda II |          |
| C        | Moritz Kuhn        | Stoccarda II |          |
| P        | Kevin Kunz         | Freiberg     |          |
| D        | Raphael Schaschko  | Chemnitz     |          |
| C        | Andreas Schwintjes | TSG Backnang |          |

| Cessioni | Cessioni         | Cessioni        | Cessioni |
| R.       | Nome             | a               | Modalità |
| -------- | ---------------- | --------------- | -------- |
| C        | Dominik Bentele  | Pfullendorf     |          |
| D        | Sebastian Kappes | Sonnenhof G. II |          |
| D        | Manuel Wengert   | Sonnenhof G. II |          |

### Sessione invernale
| Acquisti | Acquisti       | Acquisti     | Acquisti |
| R.       | Nome           | da           | Modalità |
| -------- | -------------- | ------------ | -------- |
| A        | Fabian Weiß    | Aalen        |          |
| A        | Manuel Fischer | Unterhaching |          |

| Cessioni | Cessioni       | Cessioni     | Cessioni |
| R.       | Nome           | a            | Modalità |
| -------- | -------------- | ------------ | -------- |
| A        | Pascal Breier  | Stoccarda II |          |
| A        | Matthias Morys | RB Lipsia    |          |

## Risultati

### Regionalliga

#### Girone di andata
| Arbitro: | Bischof |

|             |           |              |
| Hassler 18’ | Marcatori | 58’ Szimayer |

| Arbitro: | Braun |

|           |           |           |
| Rizzi 80’ | Marcatori | 90’ Brill |

| Arbitro: | Schlager |

|              |           |             |
| Dressler 84’ | Marcatori | 86’ Binakaj |

| Arbitro: | Münch |

|  |           |           |
|  | Marcatori | 5’ Stumpf |

| 26 agosto 2012 5ª giornata |  | – turno di riposo |  |  |

| Arbitro: | Kühlmeyer |

|                   |           |  |
| Geiger 43’ (aut.) | Marcatori |  |

| Arbitro: | Rafalski |

|            |           |           |
| Klasen 73’ | Marcatori | 54’ Morys |

| Arbitro: | Fritsch |

|  |           |             |
|  | Marcatori | 32’ Hammann |

| Arbitro: | Vonderschmidt |

|              |           |           |
| Krasniqi 61’ | Marcatori | 81’ Morys |

| Arbitro: | Schütz |

|                                             |           |          |
| Lang 10’ Ismaili 44’ Morys 70’ Szimayer 78’ | Marcatori | 14’ Uçar |

| Arbitro: | Bischof |

|                                               |           |               |
| Rizzi 1’ Morys 5’ Breier 22’, 59’ Binakaj 49’ | Marcatori | 72’, 81’ Bari |

| Arbitro: | Münch |

|  |           |                                          |
|  | Marcatori | 51’ Morys 65’ Grab 67’ Hägele 79’ Breier |

| Arbitro: | Reisert |

|          |           |  |
| Morys 1’ | Marcatori |  |

| Arbitro: | Rabe |

|                        |           |           |
| Szarka 41’ Thesker 82’ | Marcatori | 70’ Rizzi |

| Arbitro: | Jöllenbeck |

|           |           |             |
| Morys 30’ | Marcatori | 84’ Abelski |

| Arbitro: | Gittelmann |

|                         |           |  |
| Battaglia 19’ Jeske 70’ | Marcatori |  |

| Arbitro: | Bischof |

|                                                      |           |  |
| Morys 24’, 38’ Schaschko 56’ Cimander 85’ Breier 87’ | Marcatori |  |

| Magonza 17 novembre 2012, ore 14:00 CET 18ª giornata | Magonza II | 0 – 0 referto | Sonnenhof G. | Stadion am Bruchweg (250 spett.)\| Arbitro: \| Wiatrek \| |
| Arbitro:                                             | Wiatrek    |               |              |                                                           |

| Arbitro: | Vonderschmidt |

|                                                 |           |  |
| Morys 7’ (rig.) Breier 57’ Skarlatidis 73’, 87’ | Marcatori |  |

#### Girone di ritorno
| Arbitro: | Zorn |

|               |           |           |
| Heitmeier 52’ | Marcatori | 53’ Morys |

| Arbitro: | Münch |

|              |           |             |
| Szimayer 64’ | Marcatori | 18’ Alikhil |

| Arbitro: | Schlager |

|                  |           |  |
| Gopko 37’ (aut.) | Marcatori |  |

| Arbitro: | Reisert |

|                    |           |                                      |
| Međedović 52’, 71’ | Marcatori | 73’ Skarlatidis 84’ (rig.) Schaschko |

| 2 marzo 2013 24ª giornata |  | – turno di riposo |  |  |

| Arbitro: | Christ |

|                           |           |                    |
| Čolak 12’ Hess 42’ (rig.) | Marcatori | 45’ Weiß 85’ Grupp |

| Arbitro: | Vonderschmidt |

|                              |           |  |
| Binakaj 37’ Fischer 89’, 90’ | Marcatori |  |

| Arbitro: | Gittelmann |

|  |           |                                    |
|  | Marcatori | 19’ Ismaili 59’ Szimayer 63’ Grupp |

| Arbitro: | Zorn |

|  |           |                       |
|  | Marcatori | 60’ Salem 85’ Vaccaro |

| Arbitro: | Fritsch |

|           |           |                                     |
| Amiri 45’ | Marcatori | 5’ Fischer 36’ Szimayer 49’ Binakaj |

| Arbitro: | Jöllenbeck |

|              |           |            |
| Szimayer 29’ | Marcatori | 82’ Lensch |

| Arbitro: | Alt |

|                     |           |                 |
| Bari 22’ Fındık 56’ | Marcatori | 85’ Skarlatidis |

| Arbitro: | Steinberg |

|                          |           |          |
| Kaufmann 31’ Ludmann 67’ | Marcatori | 16’ Kuhn |

| Arbitro: | Welz |

|                             |           |                                    |
| Lang 12’, 37’, 44’ Kuhn 83’ | Marcatori | 39’ Schön 64’ Gregoritsch 83’ Atik |

| Treviri 4 maggio 2013, ore 14:00 CEST 34ª giornata | Eintracht Treviri | 0 – 0 referto | Sonnenhof G. | Moselstadion (1 437 spett.)\| Arbitro: \| Rafalski \| |
| Arbitro:                                           | Rafalski          |               |              |                                                       |

| Arbitro: | Meisberger |

|                               |           |  |
| Hägele 21’ Rizzi 53’ Kuhn 80’ | Marcatori |  |

| Arbitro: | Bartsch |

|                                   |           |  |
| Kerk 17’, 90’ (rig.) Bouziane 73’ | Marcatori |  |

| Arbitro: | Reisert |

|                           |           |                  |
| Lang 31’ Binakaj 50’, 73’ | Marcatori | 45’ (rig.) Röser |

| Arbitro: | Kühlmeyer |

|  |           |                      |
|  | Marcatori | 38’ Binakaj 53’ Kuhn |

### Coppa di Germania
| Arbitro: | Brand |

|              |           |                      |
| Szimayer 16’ | Marcatori | 21’ Stark 22’ Leckie |

## Statistiche

### Statistiche di squadra
| Competizione          | Punti | In casa | In casa | In casa | In casa | In casa | In casa | In trasferta | In trasferta | In trasferta | In trasferta | In trasferta | In trasferta | Totale | Totale | Totale | Totale | Totale | Totale | DR  |
| Competizione          | Punti | G       | V       | N       | P       | Gf      | Gs      | G            | V            | N            | P            | Gf           | Gs           | G      | V      | N      | P      | Gf     | Gs     | DR  |
| --------------------- | ----- | ------- | ------- | ------- | ------- | ------- | ------- | ------------ | ------------ | ------------ | ------------ | ------------ | ------------ | ------ | ------ | ------ | ------ | ------ | ------ | --- |
| Regionalliga sudovest | 58    | 18      | 11      | 4       | 3       | 38      | 15      | 18           | 4            | 9            | 5            | 24           | 21           | 36     | 15     | 13     | 8      | 62     | 36     | +26 |
| Coppa di Germania     | -     | 1       | 0       | 0       | 1       | 1       | 2       | 0            | 0            | 0            | 0            | 0            | 0            | 1      | 0      | 0      | 1      | 1      | 2      | -1  |
| Totale                | 58    | 19      | 11      | 4       | 4       | 39      | 17      | 18           | 4            | 9            | 5            | 24           | 21           | 37     | 15     | 13     | 9      | 63     | 38     | +25 |

### Andamento in campionato
| Giornata  | 1  | 2  | 3  | 4  | 5  | 6  | 7  | 8  | 9  | 10 | 11 | 12 | 13 | 14 | 15 | 16 | 17 | 18 | 19 | 20 | 21 | 22 | 23 | 24 | 25 | 26 | 27 | 28 | 29 | 30 | 31 | 32 | 33 | 34 | 35 | 36 | 37 | 38 |
| --------- | -- | -- | -- | -- | -- | -- | -- | -- | -- | -- | -- | -- | -- | -- | -- | -- | -- | -- | -- | -- | -- | -- | -- | -- | -- | -- | -- | -- | -- | -- | -- | -- | -- | -- | -- | -- | -- | -- |
| Luogo     | T  | C  | T  | C  |    | C  | T  | C  | T  | C  | C  | T  | C  | T  | C  | T  | C  | T  | C  | T  | C  | C  | T  |    | T  | C  | T  | C  | T  | C  | T  | T  | C  | T  | C  | T  | C  | T  |
| Risultato | N  | N  | N  | P  |    | V  | N  | P  | N  | V  | V  | V  | V  | P  | N  | P  | V  | N  | V  | N  | N  | V  | N  |    | N  | V  | V  | P  | V  | N  | P  | P  | V  | N  | V  | P  | V  | V  |
| Posizione | 10 | 13 | 12 | 14 | 16 | 13 | 11 | 15 | 15 | 12 | 9  | 5  | 3  | 6  | 7  | 7  | 7  | 7  | 6  | 6  | 6  | 6  | 6  | 7  | 7  | 6  | 5  | 7  | 4  | 5  | 6  | 7  | 7  | 7  | 5  | 6  | 5  | 4  |

Legenda:

Luogo: C = Casa; T = Trasferta. Risultato: V = Vittoria; N = Pareggio; P = Sconfitta.

### Statistiche dei giocatori
| Giocatore        | Regionalliga sudovest | Regionalliga sudovest | Regionalliga sudovest | Regionalliga sudovest | Coppa di Germania | Coppa di Germania | Coppa di Germania | Coppa di Germania | Totale   | Totale | Totale      | Totale     |
| Giocatore        | Presenze              | Reti                  | Ammonizioni           | Espulsioni            | Presenze          | Reti              | Ammonizioni       | Espulsioni        | Presenze | Reti   | Ammonizioni | Espulsioni |
| ---------------- | --------------------- | --------------------- | --------------------- | --------------------- | ----------------- | ----------------- | ----------------- | ----------------- | -------- | ------ | ----------- | ---------- |
| T. Armbruster    | 0                     | 0                     | 0                     | 0                     | 0                 | 0                 | 0                 | 0                 | 0        | 0      | 0           | 0          |
| S. Binakaj       | 30                    | 7                     | 1                     | 0                     | 1                 | 0                 | 0                 | 0                 | 31       | 7      | 1           | 0          |
| P. Breier        | 17                    | 5                     | 1                     | 0                     | 1                 | 0                 | 0                 | 0                 | 18       | 5      | 1           | 0          |
| M. Cimander      | 3                     | 1                     | 0                     | 0                     | 0                 | 0                 | 0                 | 0                 | 3        | 1      | 0           | 0          |
| O. Dogan         | 0                     | 0                     | 0                     | 0                     | 0                 | 0                 | 0                 | 0                 | 0        | 0      | 0           | 0          |
| J. Fiand         | 27                    | 0                     | 4                     | 0                     | 1                 | 0                 | 0                 | 0                 | 28       | 0      | 4           | 0          |
| M. Fischer       | 7                     | 3                     | 0                     | 0                     | 0                 | 0                 | 0                 | 0                 | 7        | 3      | 0           | 0          |
| D. Grab          | 28                    | 1                     | 2                     | 1                     | 1                 | 0                 | 0                 | 0                 | 29       | 1      | 2           | 1          |
| J. Grupp         | 19                    | 2                     | 2                     | 0                     | 1                 | 0                 | 0                 | 0                 | 20       | 2      | 2           | 0          |
| M. Güra          | 0                     | 0                     | 0                     | 0                     | 0                 | 0                 | 0                 | 0                 | 0        | 0      | 0           | 0          |
| M. Hegen         | 0                     | 0                     | 0                     | 0                     | 0                 | 0                 | 0                 | 0                 | 0        | 0      | 0           | 0          |
| D. Hägele        | 31                    | 2                     | 7                     | 0                     | 0                 | 0                 | 0                 | 0                 | 31       | 2      | 7           | 0          |
| S. Ismaili       | 32                    | 2                     | 8                     | 0                     | 1                 | 0                 | 0                 | 0                 | 33       | 2      | 8           | 0          |
| M. Jurczyk       | 4                     | 0                     | 0                     | 0                     | 0                 | 0                 | 0                 | 0                 | 4        | 0      | 0           | 0          |
| M. Jurkovic      | 4                     | 0                     | 0                     | 0                     | 0                 | 0                 | 0                 | 0                 | 4        | 0      | 0           | 0          |
| D. Kienast       | 27                    | 0                     | 2                     | 1                     | 0                 | 0                 | 0                 | 0                 | 27       | 0      | 2           | 1          |
| C. Knett         | 30                    | 0                     | 1                     | 0                     | 1                 | 0                 | 0                 | 0                 | 31       | 0      | 1           | 0          |
| M. Kuhn          | 31                    | 4                     | 1                     | 0                     | 0                 | 0                 | 0                 | 0                 | 31       | 4      | 1           | 0          |
| K. Kunz          | 2                     | 0                     | 0                     | 0                     | 0                 | 0                 | 0                 | 0                 | 2        | 0      | 0           | 0          |
| D. Lang          | 15                    | 5                     | 0                     | 0                     | 0                 | 0                 | 0                 | 0                 | 15       | 5      | 0           | 0          |
| P. Marschlich    | 8                     | 0                     | 0                     | 0                     | 0                 | 0                 | 0                 | 0                 | 8        | 0      | 0           | 0          |
| N. Mazzola       | 7                     | 0                     | 1                     | 0                     | 1                 | 0                 | 0                 | 0                 | 8        | 0      | 1           | 0          |
| M. Morys         | 15                    | 11                    | 7                     | 0                     | 0                 | 0                 | 0                 | 0                 | 15       | 11     | 7           | 0          |
| G. Natsis        | 0                     | 0                     | 0                     | 0                     | 0                 | 0                 | 0                 | 0                 | 0        | 0      | 0           | 0          |
| S. Niang         | 1                     | 0                     | 0                     | 0                     | 0                 | 0                 | 0                 | 0                 | 1        | 0      | 0           | 0          |
| H. Pala          | 3                     | 0                     | 0                     | 0                     | 0                 | 0                 | 0                 | 0                 | 3        | 0      | 0           | 0          |
| I. Polychronakis | 1                     | 0                     | 0                     | 0                     | 0                 | 0                 | 0                 | 0                 | 1        | 0      | 0           | 0          |
| M. Rizzi         | 34                    | 4                     | 7                     | 1                     | 1                 | 0                 | 0                 | 0                 | 35       | 4      | 7           | 1          |
| R. Schaschko     | 24                    | 2                     | 5                     | 0                     | 1                 | 0                 | 0                 | 0                 | 25       | 2      | 5           | 0          |
| G. Schröder      | 1                     | 0                     | 0                     | 0                     | 0                 | 0                 | 0                 | 0                 | 1        | 0      | 0           | 0          |
| R. Schuster      | 34                    | 0                     | 5                     | 0                     | 1                 | 0                 | 0                 | 0                 | 35       | 0      | 5           | 0          |
| A. Schwintjes    | 0                     | 0                     | 0                     | 0                     | 0                 | 0                 | 0                 | 0                 | 0        | 0      | 0           | 0          |
| S. Skarlatidis   | 26                    | 4                     | 0                     | 0                     | 1                 | 0                 | 0                 | 0                 | 27       | 4      | 0           | 0          |
| S. Szimayer      | 31                    | 6                     | 6                     | 0                     | 1                 | 1                 | 0                 | 0                 | 32       | 7      | 6           | 0          |
| M. Vogt          | 0                     | 0                     | 0                     | 0                     | 0                 | 0                 | 0                 | 0                 | 0        | 0      | 0           | 0          |
| F. Weiß          | 8                     | 1                     | 1                     | 0                     | 0                 | 0                 | 0                 | 0                 | 8        | 1      | 1           | 0          |
| M. Wengert       | 0                     | 0                     | 0                     | 0                     | 0                 | 0                 | 0                 | 0                 | 0        | 0      | 0           | 0          |